# Gustav Eduard Lösche
Gustav Eduard Lösche auch Gustav Eduard Loesche (* 3. Januar 1821 in Dresden; † 25. Januar 1879 ebenda) war ein sächsischer Physiker und Naturforscher.

## Leben
Gustav Eduard Lösche besuchte die Kreuzschule Dresden und absolvierte anschließend ein Studium der Medizin und der Naturwissenschaften an der Universität Leipzig. Nach seiner Promotion zum Dr. med. und Dr. phil. wurde er 1848 Lehrer für Physik an der Technischen Bildungsanstalt zu Dresden und bereits ein Jahr später 1849 zum ordentlichen Professor für Physik und Theoretische Chemie berufen.
Von 1862 bis 1876 wirkte er als Professor für Experimental und höhere Physik an der Königlich Sächsischen Polytechnischen Schule (ab 1871 Königlich Sächsisches Polytechnikum) und setzte danach noch seine Vorlesungstätigkeit im Fach Mathematische Physik bis 1879 fort.
Lösche unternahm mehrere Forschungsreisen in die östlichen Alpen und veröffentlichte seine Erkenntnisse darüber in der Allgemeinen deutschen Naturhistorischen Zeitung, dem damaligen Organ der Naturwissenschaftlichen Gesellschaft ISIS zu Dresden, bei der er sich bis zuletzt engagierte. Seine diversen bei den Reisen zusammengetragenen Sammlungen erregten dabei das ausgesprochene Interesse von Leopold von Buch.
Am 15. Juni 1865 wurde Gustav Eduard Loesche unter der Präsidentschaft des Arztes, Naturphilosophen und Malers Carl Gustav Carus mit dem akademischen Beinamen Dalton unter der Matrikel-Nr. 2047a als Mitglied in die Kaiserliche Leopoldino-Carolinische Deutsche Akademie der Naturforscher aufgenommen.

## Schriften
- De causis naturae chemicae et efficaciae plantarum. Lipsiae 1843 Digitalisat
- Naturhistorische Schilderungen aus den Alpen. I. Der Glockner und seine Umgebungen. In: Allgemeine deutsche Naturhistorische Zeitung, 1, Dresden & Leipzig 1846, S. 10–17 Digitalisat
- Naturhistorische Schilderungen aus den Alpen. II. Das Dachsteingebirge. In: Allgemeine deutsche Naturhistorische Zeitung, 1, Dresden & Leipzig 1846, S. 555–565 Digitalisat
- Ueber das organische Leben in der Höhe des beständigen Eises und Schnees. In: Allgemeine deutsche Naturhistorische Zeitung, 1, Dresden & Leipzig 1846, S. 97–105 Digitalisat
- Geognostische Darstellung der Gegend um Aussee in Steiermark. In: Allgemeine deutsche Naturhistorische Zeitung, 1, Dresden & Leipzig 1846, S. 240–262 Digitalisat; Beschluß S. 345–359 Digitalisat
- Das vegetabilische Leben und die chemische Affinität in ihren gegenseitigen Beziehungen. Voss, Leipzig 1844 Digitalisat
- Einige Bemerkungen über den Leitungswiderstand hydroelektrischer Ketten. Teubner, Dresden 1850 Digitalisat
- Meteorologische Abhandlungen. I. Ueber periodische Veränderungen des Windes an der Erdoberfläche nach Beobachtungen zu Dresden von 1853–1858. Dresden 1865 Digitalisat